# Microrregión de Andradina
La microrregión de Andradina es una de las microrregiones del estado brasileño de São Paulo perteneciente a la mesorregión Araçatuba. Su población fue estimada en 2006 por el IBGE en 179.591 habitantes y está dividida en once municipios. Posee un área total de 6.888,149 km².

## Municipios
- Andradina
- Castilho
- Guaraçaí
- Ilha Solteira
- Itapura
- Mirandópolis
- Murutinga do Sul
- Nova Independência
- Pereira Barreto
- Sud Mennucci
- Suzanápolis

- Datos: Q2050580